# Деревківська сільська рада (Любешівський район)
| Деревківська сільська рада — колишня адміністративно-територіальна одиниця та орган місцевого самоврядування в Любешівському районі Волинської області з адміністративним центром у селі Деревок. Припинила існування 30 листопада 2017 року через об'єднання до складу Любешівської селищної територіальної громади Волинської області. Натомість утворено Деревківський старостинський округ при Любешівській селищній громаді. Сільській раді були підпорядковані населені пункти: - с. Деревок |

## Склад ради
Рада складалась з 15 депутатів та голови.

### Керівний склад ради
| ПІБ                               | Основні відомості                                                                                  | Дата обрання | Дата звільнення |
| --------------------------------- | -------------------------------------------------------------------------------------------------- | ------------ | --------------- |
| Шоломіцькій Валерій Олександрович | Сільський голова, 1967 року народження, освіта                                                     | 26.03.2006   | 31.10.2010      |
| Шостак Віталій Миколайович        | Сільський голова, 1976 року народження, освіта середня загальна, член Комуністичної партії України | 31.10.2010   |                 |

Примітка: таблиця складена за даними джерела

## Населення
Згідно з переписом УРСР 1989 року чисельність наявного населення сільської ради становила 946 осіб, з яких 438 чоловіків та 508 жінок.
За переписом населення України 2001 року в сільській раді мешкало 913 осіб.

### Мова
Розподіл населення за рідною мовою за даними перепису 2001 року:
| Мова       | Відсоток |
| ---------- | -------- |
| українська | 99,89 %  |
| російська  | 0,11 %   |